# Fotografisk adapter
Med fotografiska adaptrar avses vissa olika fotografiska tillbehör, till exempel filterhållare, adapterringar, steroskopadaptrar, och tillbehör till stativ.

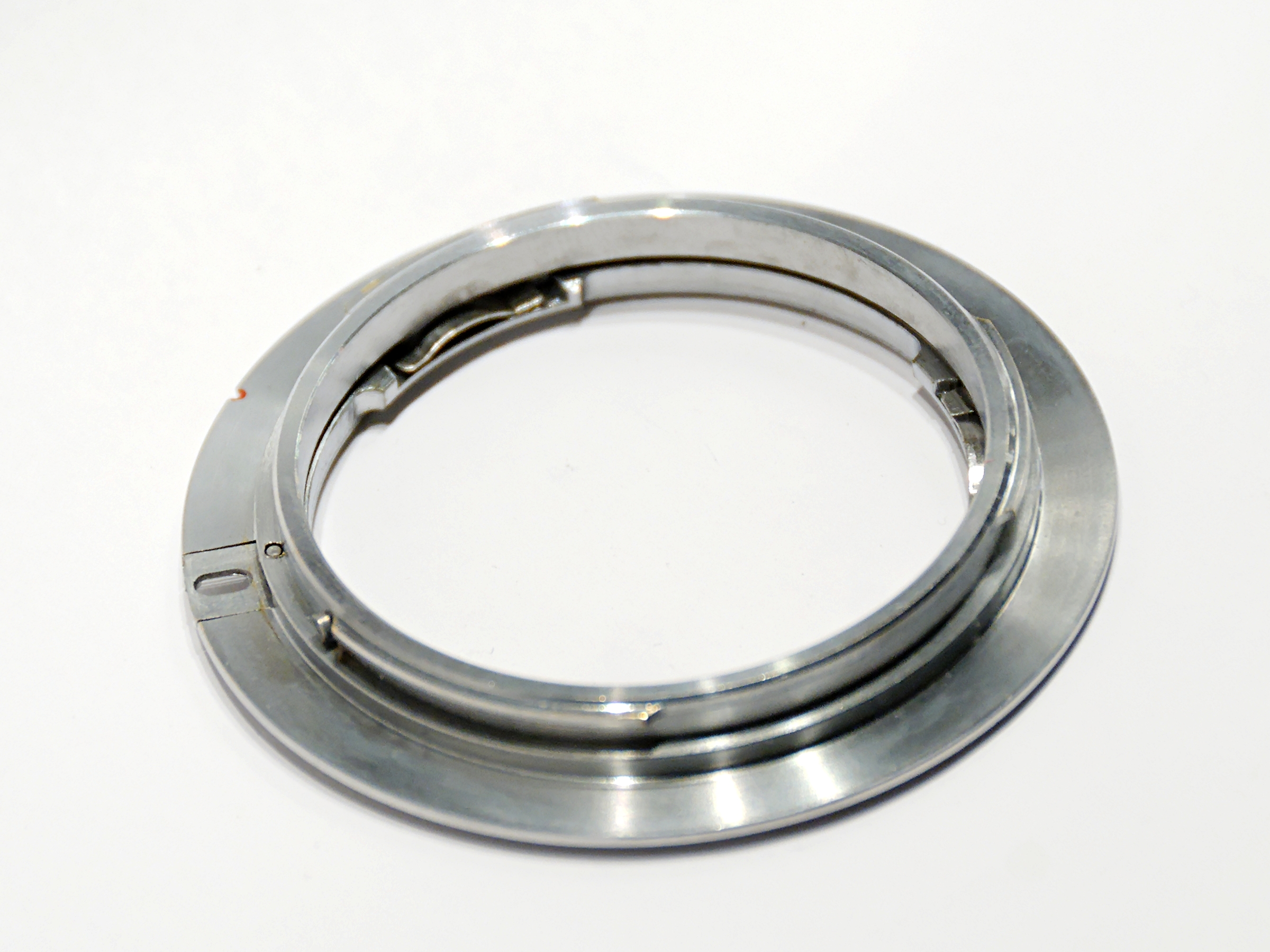
En adapterring för att använda Nikon F-objektiv med ett Canon EOS-hus.
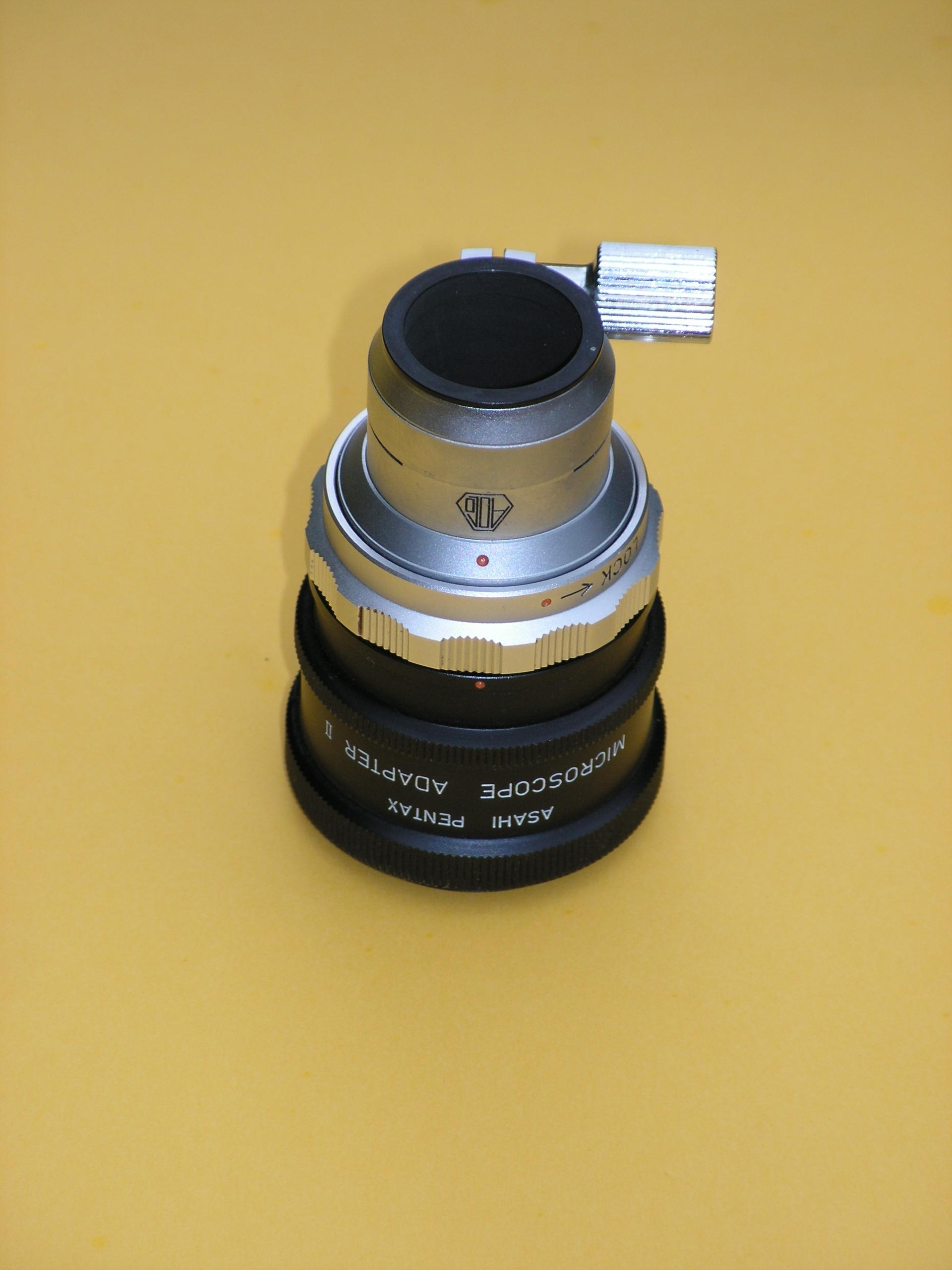
För mikroskopfotografering